# 多田慎也
多田慎也（ただ しんや、男性、1月17日 - ）は、日本のシンガーソングライター、作詞家、作曲家、音楽プロデューサー。千葉県船橋市育ち。血液型はO型。青森県弘前市在住。

## 人物
船橋市立若松小学校、船橋市立若松中学校を経て、船橋市立船橋高等学校、明海大学を卒業。
高校時代より、作詞・作曲を始め、関東近辺にてライブ活動を行う。
当初は大学時代に始めた塾講師のアルバイトを続けながら、シンガーソングライターとして活動していた。進路指導で生徒と会話していた途中、生徒の「先生は自分の夢をかなえたの？」という言葉にハッとし、手持ちの貯金が尽きるまで真剣に夢を追いかけてみようと決意したという。
りんご娘、ライスボールの作詞、作曲、サウンドプロデュース、ボイストレーニングを担当。

## 来歴
2007年
- 2月21日、嵐の18枚目のシングル「Love so sweet」のc/w曲「いつまでも」で音楽作家デビューを果たす。多田は、同曲の発売日ではなく、採用の知らせを聞いた2006年「12月6日」を音楽作家デビューの記念日とし、毎年この日に当時の心境をブログに綴っている。
- 以来、嵐をはじめ、AKB48、ユンナ、渡り廊下走り隊、ももいろクローバーZなど様々なアーティストの楽曲制作に関わるようになる。

2009年
- 12月2日、1stアルバム「Tokyo Calling」をリリースし、シンガーソングライターとして全国デビュー。
- 同アルバム収録曲の「ツナガレ」は、12月にTOKYO FMのパワープレイ「LOVE TRAXX」に選出された。

2010年
- 6月16日、2ndアルバム「Tokyo Signal」をリリース。同日、LIVE DVD「Tokyo Calling the Movie」をリリース。
- 7月には、TOKYO FMの「RADIO DRAGON」内のコーナー「Monthly Dragon」にて月間パーソナリティーを務めた。
- 12月22日、LIVE DVD「Tokyo Signal the Movie」をリリース。

2011年
- 2月9日、3rdアルバム「Tokyo Fiction」をリリース。
- 6月15日、1stシングル「優しいヒーロー」リリース。同日、LIVE DVD「Tokyo Fiction the Movie」をリリース。
- 6月 - 7月、NHK「みんなのうた」で1stシングル「優しいヒーロー」がオンエアされる。
- 11月16日、初のベストアルバム「BEST〜Omnibus1〜」をリリース。

2012年
- 5月23日、作曲を手がけたAKB48の17枚目のシングル「ポニーテールとシュシュ」でJASRAC賞銀賞を受賞[3]。
- 11月7日、4thアルバム「melody life」をリリース。
- ライブハウスでの活動に加え、ショッピングモールなどでのフリーライブの活動を積極的に行う。

2013年
- 1月19日、赤坂BLITZ単独公演が行われた。
- 9月、事務所を独立。

2014年
- 1月18日、2ndシングル「はじまりの君」をリリース。
- 3月8日、テレビ朝日「ポータルANNニュース＆スポーツ」にて、1stミニアルバム「anniversary pop」収録の「colors」がエンディング曲として起用される。
- 3月15日、自身2度目となる赤坂BLITZ単独公演。
- 3月19日、1stミニアルバム「anniversary pop」をリリース。
- 8月、金沢学院大学のCMソング「夢の扉」を書き下ろす。
- 9月23日、retro Back Pageにて初となる仙台でのワンマンライブを行う。
- 11月29日、Music Factory Tokyo主催のワークショップ「ガチなんです！ヒット曲には売れる理由が必ずあるんです！〜多田慎也・松田純一スペシャルワークショップ〜」をテレビ朝日ミュージック 本社屋にて開催。松田純一と共に講師として参加。

2015年
- 1月30日、Mt.RAINIER HALL SHIBUYA PLEASURE PLEASURE単独公演が行われた。
- 3月14日、「タダシンヤ White day 船上スペシャルライブ 2015 "横浜"」と題し、初の試みである船上ライブを行った。同日、ライブ会場限定シングル「わずらわしい」をリリース。
- 4月27日、テレビ朝日系列 音楽番組「musicるTV」にて、ドキュメンタリー映像が放送される。
- 5月30日、東京タワー大展望台1FClub333にてライブを行う。ライブの様子は、ustreamの東京タワーTVより生放送された。
- 8月 - 9月、「国民的アニメカバーソングコンテスト　愛踊祭〜あいどるまつり〜2015」にエリア代表決定戦の審査員として参加。
- 12月9日、東京タワー大展望台1FClub333にて2回目のライブを行う。

2016年
- 1月、作家・アーティスト活動共に「多田慎也」の表記に統一。
- 1月15日、バースデーワンマンlive「THANK YOU×THANK YOU×THANK YOU」 と題し、キリスト品川教会グローリア・チャペルにて初となる教会でのワンマンライブを開催。
- 3月13日、SINGLE「Miss Cherry」発売イベント「桜会(さくらえ)」を開催。同日、ライブ会場限定シングル「Miss Cherry」をリリース。
- 10月7日、2017年1月14日のライブをもって、ライブ活動（実質的なアーティスト活動）[要出典]の休止を発表。

2018年
- 9月8日、活動再開を発表。
- 11月27日、りんご娘への楽曲提供が縁で数回訪れていた青森県弘前市へ移住[4]。

2019年
- 1月30日、ワンマンライブ「I'm home」をもって、活動再開。
- 12月2日、CDデビュー10周年。
- 12月3日、10th AnniversaryLive「十年一剣」を開催。同日、記念ミニアルバム「11」をリリース。

2023年
- 4月7日、らじすく!エア(RABラジオ）に金曜パーソナリティとして出演開始。

## ディスコグラフィー

### シングル
| 枚  | 発売日        | タイトル       |
| --- | ------------- | -------------- |
| 1st | 2011年6月15日 | 優しいヒーロー |
| 2nd | 2014年1月18日 | はじまりの君   |

### オリジナルアルバム
| 枚  | 発売日        | タイトル      |
| --- | ------------- | ------------- |
| 1st | 2009年12月2日 | Tokyo Calling |
| 2nd | 2010年6月16日 | Tokyo Signal  |
| 3rd | 2011年2月9日  | Tokyo Fiction |
| 4th | 2012年11月7日 | melody life   |

### ミニアルバム
| 枚  | 発売日        | タイトル        |
| --- | ------------- | --------------- |
| 1st | 2014年3月19日 | anniversary pop |

### ベストアルバム
| 枚  | 発売日         | タイトル          |
| --- | -------------- | ----------------- |
| 1st | 2011年11月16日 | BEST 〜Omnibus1〜 |

### ライブ会場限定CD
| 発売日         | タイトル     |
| -------------- | ------------ |
| 2015年3月14日  | わずらわしい |
| 2016年3月13日  | Miss Cherry  |
| 2019年12月3日  | 11           |
| 2023年11月11日 | アイノウタ   |

### 配信限定シングル
| 発売日         | タイトル |
| -------------- | -------- |
| 2014年10月17日 | 夢の扉   |
| 2019年7月13日  | I'm home |

### レンタル限定アルバム
| 発売日        | タイトル                          |
| ------------- | --------------------------------- |
| 2010年12月4日 | NOT FOR SALE ～Rental Selection～ |

### DVD
| 発売日         | タイトル                | 備考                                                                       |
| -------------- | ----------------------- | -------------------------------------------------------------------------- |
| 2010年6月16日  | Tokyo Calling the Movie | 2010年2月12日に表参道FABで行われたライブの映像をもとに作成                 |
| 2010年12月22日 | Tokyo Signal the Movie  | 2010年7月6日に渋谷DUO Music Exchangeで行われたライブの映像をもとに作成     |
| 2011年6月15日  | Tokyo Fiction the Movie | 2011年2月4日にduo MUSIC EXCHANGE(渋谷)で行なわれたライブの映像をもとに作成 |

## 提供作品
＜ジャニーズ事務所関連＞
A.B.C-Z
- 「I-MI-JI」（作詞・作曲、作曲はA.K.Janewayと共作）

嵐
- 「いつまでも」（作曲）
- 「Still...」（作詞・作曲）
- 「風の向こうへ」（作詞）
- 「トビラ」（作曲）
- 「マイガール」（作曲）
- 「君のうた」（作曲、A.K.Janewayと共作）
- 「風」（作曲）
- 「声」（作曲）
- 「Life goes on」（作詞）

二宮和也
- 「虹」（作曲）

矢野健太 Starring Satoshi Ohno（大野智）
- 「曇りのち、快晴」（作詞）

相葉雅紀・大野智・櫻井翔
- 「バズりNIGHT」（作詞・作曲、作曲はA.K.Janewayと共作）

Kis-My-Ft2
- 「Thank youじゃん!」（作曲）
- 「負けないで」（作詞・作曲）

Sexy Zone
- 「Hey you!」（木之下慶行と共作曲）
- 「極東DANCE」（作詞・作曲、作曲はA.K.Janewayと共作）

Hey! Say! JUMP
- 「Eternal」（作詞・作曲）

＜AKB48グループ＞
AKB48
- 「ポニーテールとシュシュ」（作曲）
- 「清純フィロソフィー」（作曲）

SKE48
- 「ホライズン」（作曲）
- 「制服を脱ぎたくなって来た」（作曲）
- 「大好き」（作曲）

NMB48
- 「友達」（作曲）
- 「HOME～ずっと友達～」（作詞・作曲、作詞は秋元康と共作）

HKT48
- 「キスが遠すぎるよ」（作曲）
- 「僕らのStand By Me」（作曲）

渡り廊下走り隊
- 「やる気花火」（作曲）

渡り廊下走り隊7
- 「君は考える」（作曲）

＜スターダストプロモーション関係＞
ももいろクローバーZ
- 「キミノアト」（作詞・作曲）
- 「白い風」（作詞・作曲）
- 「ヒカリミチ」（作曲）

佐々木彩夏
- 「Memories, Stories」（作詞・作曲）

超特急
- 「EBIDAY EBINAI」（ツカダタカシゲ、ヒロキと共作曲）
- 「Yell」（作詞・共作曲）（作曲は渡辺拓也と共作）

桜エビ〜ず
- 「タリルリラ」（作詞・作曲）
- 「360°シューティングガール」（作詞・作曲）（作詞はマツザキケースケ、PA-NONと共作。作曲はマツザキケースケ、島田尚と共作）
- 「エビ・バディ・ワナ・ビー」（作曲）

ときめき♡宣伝部
- 「トウメイ恋心（ハート）」（作詞・作曲）

＜リンゴミュージック関連＞
RINGOMUSUME（りんご娘）
- 「Ringo star」（作詞・作曲）
- 「アメノチヒカリ」（作詞・作曲）
- 「101回目の桜」（共作詞・作曲）（樋川新一と共作詞）
- 「JETGIRL」（作詞・作曲）
- 「夏ノ蜜柑」（作詞・作曲）
- 「1625」（共作詞・作曲）（樋川新一と共作詞）
- 「リンゴのうた」（作詞・作曲）
- 「Ringo disco」（作詞・作曲）
- 「snow snow snow」（作詞・作曲）
- 「FOURs」（作詞・作曲）
- 「SEBADAVA MAINEBION」（作曲）
- 「JAWAMEGI NIGHT」（作詞・作曲）
- 「KIMI-DAKE」（作詞・作曲）
- 「０と１の世界」（作詞・作曲）
- 「りんごの木」（作詞・作曲）
- 「JIGA-JIGA」（作詞・作曲）
- 「SNOW MONSTER」（作詞・作曲）
- 「モドコモード」（作詞・作曲）
- 「りんごに恋したマメコバチ」（共作詞・作曲）（樋川新一と共作詞）
- 「桜ダイヤモンド」（作詞・作曲）
- 「Candy Apple 〜恋はあせらず〜」（作詞・作曲）
- 「KE・YA・GU」（作詞・作曲）
- 「Happy day」（作詞・作曲）
- 「Ring Ring Ringo!!!」（作詞・作曲）
- 「ミュージック・パワー」（作詞・作曲）
- 「サイギサイギ」（作詞・作曲）

ライスボール
- 「命」（作曲）（樋川新一と共作曲）
- 「掌」（作詞・作曲）（樋川新一と共作詞）
- 「ハローグッバイ」（作詞・作曲）
- 「LOVE 〜たった一度の青春に〜」（作詞・作曲）
- 「君はモンスター」（作詞・作曲）
- 「JAN-KEN-PON」（作詞・作曲）（ライスボールと共作詞、太陽と共作曲）
- 「涙のセンタク」（作詞・作曲）
- 「未来NIPPON」（作詞・作曲）
- 「景」（作詞・作曲）
- 「ひとり」（作詞・作曲）
- 「記憶」（作詞・作曲）（ライスボールと共作詞、水愛と共作曲）
- 「愛のグレーゾーン」（作詞・作曲）
- 「ボクは土手町の時計台」（作詞・作曲）
- 「Relay」（作詞・作曲）
- 「レインボー」（作詞・作曲）
- 「マルコ・ポーロ」（作詞・作曲）
- 「時空ロマンス」（作詞・作曲）
- 「WAY HOME」（作詞・作曲）
- 「青天の霹靂」（作詞・作曲）
- 「まっしぐら」（作詞・作曲）

アルプスおとめ
- 「ニジイロファイター」（作詞・作曲）
- 「目指せ！ファーストレディ」（作詞・作曲）
- 「アップルストアーはりんご屋です」（作詞・作曲）

ジョナゴールド 
- 「7号線」（作詞・作曲）
- 「ハジマリズム」（作詞・作曲）
- 「つづいていくよ」（作詞・作曲）

＜その他＞
あかぎ団−AKAGIDAN−
- 「Sakura超特急」[5]12枚目のシングル（作詞・作曲）
- 「片思いナイチンゲール」[6]（作詞・作曲）

天月-あまつき-
- 「明日の月」（作詞・作曲）

RSP
- 「東京メッセージ」（作詞・作曲・編曲）

アイドリング!!!
- 「さくらサンキュー」（作詞・作曲）
- 「夏色キッス☆」（作詞・作曲）

飯塚雅弓
- 「永遠のうた」（作詞・作曲）
- 「キミとヒカリ」（共作詞・作曲）（作詞は飯塚雅弓と共作）
- 「瞬き」（作詞・作曲）
- 「PI PO PA」（作詞・作曲）
- 「ラミドゥベイベ」（作曲）
- 「シャッターLOVE」（作詞・作曲）

石原夏織
- 「恋の匂い」（作詞・作曲[7]）

Candy Boy
- 「トランスファー・タイム」（伊橋成哉と共作曲）
- 「冬空ラプソディ―」（作曲）

工藤真由
- 「My sweet days」（作詞・作曲）

CLIFF EDGE
- 「サヨナラI LOVE YOU FEAT. JYA-ME」（江上浩太郎、JUNと共作曲）
- 「壊れるくらいにI LOVE YOU」（JUNと共作曲）

こけぴよ
- 「Summer days A-GO-GO!!」（作詞・作曲）
- 「夏の終わりのI wish」（作曲）

小寺可南子
- 「スタートライン」(作詞・作曲)

小林豊
- 「思い出レモンソルト」（作詞・作曲）

小林太郎
- 「花音」（小林太郎と共作曲）

Kon with 辛島美登里
- 「愛はどこに」（作曲）

CODE-V
- 「イントロ」（作詞）

さいとうまりな
- 「crazy for you」（作詞・作曲）

SUPER☆GiRLS
- 「ラブサマ!!!」（作詞・作曲）
- 「恋☆煌メケーション!!!」（作詞・作曲）
- 「スイート☆スマイル」（作曲）
- 「ナツカレ★バケーション」（作曲）
- 「ときめきHighレンジ!!!」（作詞・作曲）
- 「Summer☆Wave!!!」（作詞・作曲）
- 「キミニサチアレ!!」（作詞・作曲）

SUPERNOVA
- 「君が好き」（作詞・共作曲）（作曲は星野純一と共作）

関智一
- 「in my life」（作詞）
- 「夕暮れ」（作詞）
- 「Hellow」（作詞）

Sonar Pocket
- 「笑顔の理由。」（KO-DAI、EYERON、MATTYと共作曲）
- 「世界で一番ステキな君へ。」（KO-DAI、EYERON、MATTYと共作曲）
- 「HAPPY TODAY!」（KO-DAI、EYERON、MATTYと共作曲）

Chage
- 「空飛ぶ電車とPanxake」（作曲）

チャン・グンソク
- 「Darling Darling」（共作詞・作曲）（作詞は緒田茉莉と共作）
- 「Endless Summer」（作曲）

転校少女*
- 「ショコラの独白」（作詞・作曲）

Tokyo Cheer2 Party
- 「いいとこみっけ!」（作詞・作曲）

花いろは
- 「究極LOVE」（作詞・作曲）
- 「花色ファイト!!」（作詞・作曲）
- 「シュプレヒコール」（作詞・作曲）
- 「恋のDIVA」（作詞・作曲）
- 「LOVEバケーション!!!」（作詞・作曲）
- 「ナナイロMoment」（作詞・作曲）
- 「桃色ジュテーム」（作詞・作曲）

花岡なつみ
- 「東京CLOUDY」（伊橋成哉と共作詞・共作曲）

はやぶさ
- 「さよならモード」（作詞・作曲）

bump.y
- 「2人の星 〜離れていても〜」（作詞）
- 「赤いマフラー」（作詞）

BTOB
- 「未来(あした)」（作詞・作曲）
- 「ずっとずっと」
- 「夏色 MY GIRL」（共作詞・作曲）（作詞はMINHYUK、PENIEL、ILHOONと共作）
- 「BLOWIN」（共作詞・共作曲）（作詞はSHIN、PENIEL、作曲はKAYと共作）
- 「Ha-Na-Bi」(作詞はILHOONと共作)

東池袋52
- 「わたしセゾン」（作曲）
- 「なつセゾン」（作曲）
- 「あきセゾン」（作曲）
- 「雪セゾン」（作曲）
- 「愛セゾン」（作曲）
- 「幸せのセゾン」（作曲）

PINKFOX
- 「思い出キラリ」（作曲）
- 「閃光ハナビ」（作詞・共作曲）（作曲はHOMAREと共作）

flavor
- 「Alice」（作詞・共作曲）（作曲は小松健祐と共作）

からっと☆
- 「今を生きる」（作詞・作曲）
- 「ドットアオゾラ」（共作詞・作曲・編曲）（藤木トモノブと共作詞）
- 「ときめきマフラー」（作詞・作曲）
- 「虹色シャッフル」（作詞・作曲・編曲）
- 「光」（作詞・作曲）
- 「みんなのからあげ」（作詞・作曲）
- 「I my me mine」（作詞・作曲）

Fullfull Pocket
- 「フ♩レフ♩レ ミライ!!!」（作詞・作曲・共編曲）（島田尚と共編曲）
- 「流星Flashback」（作詞・作曲・共編曲）（島田尚と共編曲）
- 「わがままフェアリー」（作曲・共編曲）（中村友と共編曲）
- 「おひさまスプラッシュ!」（作詞・作曲）
- 「きみがだいすき♡」（共作詞・作曲）（Fullfull☆Pocketと共作詞）
- 「キミトシル」（作詞・作曲）
- 「カンフー乙女」（作詞・作曲）
- 「フタリアオゾラ」（作詞・作曲）
- 「東京少女」（共作詞・作曲・編曲）（PA-NONと共作詞）
- 「ロミジュリ」（作詞・作曲）
- 「真昼の花火」（共作詞・作曲）（PA-NONと共作詞）
- 「プロットガール」（作詞・作曲）
- 「flower flower」（作詞・作曲）
- 「moment」（作詞・作曲）
- 「Pop Classic」（作詞・作曲・編曲）
- 「自分革命」（作詞・作曲）
- 「キラメキサマー」（作詞・作曲）
- 「音nanoco」（作詞・作曲）
- 「SINGER-SONGダイバー」（作詞・作曲）
- 「シンデレラPOP!!!」（作詞・作曲）
- 「桃色セツナ」（作詞・作曲）

HOME MADE家族
- 「YOU 〜あなたがそばにいる幸せ〜」（KURO、MICRO、U-ICHIと共作曲）

水瀬いのり
- 「harmony ribbon」（作詞・作曲）
- 「My Graffiti」（作詞・作曲）（島田尚と共作曲）

ヤンチャン学園
- 「コイハナビ」（作詞・作曲）

遊助
- 「子守唄」（遊助と共作曲）

ユンナ
- 「girl」（共作曲・共編曲）（作曲はJIN、編曲はJIKOMANと共作）
- 「風」（作詞・作曲）

ヨッピー
- 「BIG BALLS 〜TAMA　GA　DEKAI〜」（ヨッピー、JUNICHI HOSHINOと共作曲）

愛乙女☆DOLL
- 「カレンダーガール」（作詞・作曲）
- 「恋のウォータースライダー」（作詞・作曲）

RUA
- 「flow」（作曲）

キミイロプロジェクト
- 「キラキLOVE」（作詞・作曲）

二丁目の魁カミングアウト
- 「ピンポンダッシュ」（作曲）
- 「やめらんない！とまらない！」（作曲）

アクアノート
- 「アクアソニック」（作詞・作曲）
- 「青春日和」（作詞・作曲）
- 「恋心クレッシェンド」（作詞・作曲）
- 「愛だよね!?」（作詞・作曲）

キミノマワリ。
- 「ヒマワリ」（作詞・作曲）

神戸flavor
- 「ソーダLOVE」（作詞・作曲）

Jewel☆Ciel
- 「Baby Summer」（作詞・作曲）

煌めき☆アンフォレント
- 「珈菲ワンサイドD.C.」（作詞・作曲）

綺星★フィオレナード
- 「:Dum spiro spero」（作曲）

手羽先センセーション
- 「刹那ストリングス」（作詞・作曲）
- 「夏、エンドロール」（作詞・作曲）
- 「証 feat.Ayasa」（作詞・作曲）
- 「Wonderland」（作詞・作曲）
- 「オーダーメイド」（作詞・作曲）

MyDearDarlin'
- 「My Dear」（作詞・作曲）
- 「トーキョーガール」（作詞・作曲）
- 「Doki Doki ロングバケーション!!!」（作詞・作曲）
- 「恋するトップノート」（作詞・作曲）
- 「夏が来る」（作詞・作曲）
- 「ナノLOVE」（作詞・作曲）
- 「君色ダイアリー」（作詞・作曲）

シュユノトキ
- 「恋-Emotion」（作詞・作曲）

シークレットシャノワール
- 「Kiss me!!」（作詞・作曲）

LOVE CCiNO
- 「だってLOVE」（作詞・作曲）

LOVE 9 LOVE
- 「LOVE9LOVE」（作詞・作曲）
- 「お願いdarlin'」（作詞・作曲）
- 「君は光」（作詞・作曲）

Peel the Apple
- 「夏、恋はじめます」（作詞・作曲）
- 「冬色センチメンタル」（作詞・作曲）
- 「青春グラフィティー」（作詞・作曲）

フューチャーサイダー
- 「どんな青を」（作詞・作曲）
- 「TE TO TE」（作詞・作曲）

スポポポポニー
- 「ラッキー☆COLOR」（作詞・作曲）

Flutter♭
- 「ユニゾン」（作詞・作曲）

Sharply♯
- 「Sincerely yours」（作詞・作曲）

君とセレンディピティ
- 「夏は恋」（作詞・作曲）

ルージュブック
- 「夏のオオカミ」（作詞・作曲）
- 「限界カモフラージュ」（作詞・作曲）

ドリームパスポート
- 「ダリア」（作詞・作曲）
- 「OH!!Summer!!」（作詞・作曲）

## アニメ・ゲームソング
ドラえもん
- ドラえもん 新・のび太の大魔境 〜ペコと5人の探検隊〜
  - 「友達」（作詞・作曲）

アマガミSS
- 「恋はあせらず」（作曲）
- 「星」（作曲）

ルシアンビーズ
- 「無敵のBIG BANG!!!!!!!」（作詞）
- 「ブッチギリFreeway」（作詞）
- 「薔薇色real face」（作詞）

### その他担当作品
- NHK Eテレの教育バラエティ番組「すイエんサー」
  - すイエんサーガールズ「SWEET　ANSWER」(作曲)
- 金沢学院大学CMソング
  - 「夢の扉」(作詞・作曲)
- テレビ朝日系 「BREAK OUT」エンディング曲
  - 「花音」(共作曲)(作曲は、小林太郎と共作)
- フジテレビ系ドラマ 「さよならロビンソンクルーソー」
  - 「CONTINUE」(作曲)
- ミュージカル「『刀剣乱舞』トライアル」
  - 「MISTAKE」(共作詞・共作曲)(作詞・作曲は、TAKAROTと共作)
- はっけん たいけん だいすき! しまじろう収録
  - 「はっけん たいけん だいすき! しまじろう」（作詞）
- DVD/VIDEO「うたおはなし特集」収録（2009年5月20日）
  - 「あしたもともだち」（作詞）

## 主なライブ
- 2009年9月4日 -「Station#1 〜new arrivals〜」表参道FAB
- 2009年11月20日 -「Station#2 〜Tokyo Departure〜」表参道FAB
- 2010年2月12日 -「Station#3 〜 Tokyo Calling 〜」表参道FAB
- 2010年5月5日 -「Go back to the basics 2010 〜Sweet & Bitter〜」TOKYO FM HALL
- 2010年5月21日 -「Station#4 〜 Tokyo diary 〜」表参道FAB
- 2010年7月16日 -「Station#5 〜 Tokyo Signal〜」渋谷 DUO Music Exchange
- 2011年6月12日 -「Go back to the basics 2011 〜Life & Love〜」TOKYO FM HALL
- 2011年12月24日 -「X'mas Special live 2011 〜その日だけは空けといてね !!〜」渋谷 duo MUSIC EXCHANGE
- 2012年3月19日 -「Station#6 〜TOP NEWS!〜」渋谷 Mt.RAINIER HALL SHIBUYA PLEASURE PLEASURE
- 2012年5月5日 -「Go back to the basics 2012」TOKYO FM HALL
- 2012年10月14日 -「Station #7 〜Press conference !〜」渋谷 duo MUSIC EXCHANGE
- 2013年1月19日 -「Station special live 〜sing forever〜」赤坂BLITZ
- 2013年9月3日 -「はじまりの歌Vol.1」渋谷egg man
- 2013年9月22日・9月23日 -「はじまりの歌Vol.2」新宿SACT！
- 2014年1月18日 -「Go for it!!! 」原宿 ASTRO HALL
- 2014年3月15日 -「sing forever 2」赤坂BLITZ
- 2014年6月28日 -「NEW DAY,NEW LIFE」代官山LOOP
- 2014年9月23日 -「from the first page」仙台retro Back Page
- 2015年1月30日 -「birthday song」Mt.RAINIER HALL SHIBUYA PLEASURE PLEASURE
- 2015年3月14日 -「タダシンヤ White day 船上スペシャルライブ 2015 "横浜"」セレブリティー2号
- 2015年5月8日 -「360° Premium LIVE」代官山LOOP
- 2015年8月28日 -「kawara CAFE&DINING FORWARD Summer LIVE 2015」横浜 WORLD PORTERS
- 2016年1月15日 - 多田慎也バースデーワンマンlive「THANK YOU×THANK YOU×THANK YOU」キリスト品川教会 グローリア・チャペル
- 2016年2月14日 - 「With SHINYA」HiKaRi cafe&dining
- 2016年3月13日 - 「『MissCherry』発売イベント　桜会(さくらえ)」DA TOKYO
- 2016年8月11日 - 多田慎也ワンマンライブ2016 夏「Starting over」新宿SACT！
- 2016年10月7日 - 主催ライブ「live love laugh vol.3」渋谷La.mama
- 2016年11月25日 - 「Sincerely yours」代官山LOOP
- 2016年12月20日 - 「OUR SONG」渋谷La.mama
- 2017年1月14日 - 「songwriter」原宿アストロホール
- 2019年1月30日 - 「I'm home」表参道GROUND
- 2019年7月12日 - 「I'm home2」TOKYO FM HALL
- 2019年12月3日 - 「十年一剣」Mt.RAINIER HALL SHIBUYA PLEASURE PLEASURE
- 2020年1月18日 - 「十年一剣〜Acoustic side〜」ヤマハ銀座スタジオ
- 2021年10月3日 - RINGO MUSIC presents!!「ライスボール 秋のオンライン音楽収穫祭」オンライン
- 2023年3月4日 - 多田慎也 ONE-MAN LIVE「Apple POP Vol.1」青森Quarter
- 2023年10月29日 - 多田慎也 ONE-MAN LIVE「Apple POP Vol.2 〜五芒星〜」青森県民福祉プラザ
- 2024年4月22日 - 多田慎也「ドデノメヘヤッコ5周年イベント〜メヘヤッコLIVE」ドデノメヘヤッコ
- 2024年10月19日 - 多田慎也×ライスボール  Session LIVE 2024「タダゴコロ」弘前文化センター 大ホール

## 出演
テレビ番組
- MUSIC LAUNCHER（2014年4月9日）
- musicるTV（テレビ朝日）
  - 『ミリオン連発音楽作家塾〜発掘！次世代ヒットメーカー〜』第二弾、超特急編 講師（2014年6月16日 - 10月27日）
  - （2015年4月27日）
  - 愛踊祭コーナー（2016年5月23日）

ラジオ番組
- MMM MIDNIGHT 月間パーソナリティー(TOKYO FM、2009年12月)
- RADIO DRAGON「Monthly Dragon」(番組内コーナー)月間パーソナリティー(2010年7月)
- 週刊 MUSIC PUNCH!「タダシンヤの“ただただシンヤ”トーク」(番組内コーナー)（2014年4月 - 9月）
- 津軽いじん館（エフエムアップルウェーブ、2019年8月13日）
- 多田慎也 Project Apple POP（エフエム青森、2021年4月3日 - ）
- らじすく!エア（RABラジオ、2023年4月7日 - ）金曜パーソナリティ

イベント
- 2014年8月7日 - 「TEENS ROCK IN HITACHINAKA 2014」審査員
- 2014年11月29日 - 「Music Factory Tokyo presents ガチなんです！ヒット曲には売れる理由が必ずあるんです！ 〜多田慎也・松田純一スペシャルワークショップ〜」講師
- 2015年2月7日 - 「Music Factory Tokyo presents ガチなんです！ヒット曲には売れる理由が必ずあるんです！ 〜多田慎也・松田純一スペシャルワークショップ〜」講師
- 2015年4月4日 - 「Music Factory Tokyo presents ガチなんです！ヒット曲には売れる理由が必ずあるんです！ 〜多田慎也・松田純一スペシャルワークショップ〜」講師
- 2015年6月20日 - 「Music Factory Tokyo presents『Music Creators Workshop』〜作詞編〜言葉の匂い〜7割表現の美学〜」講師
- 2015年8月8日・9日 - 「Music Factory Tokyo presents『Music Creators Workshop』〜作曲編〜」講師
- 2015年8月29日 - 「Music Factory Tokyo presents『Music Creators Workshop』〜作詞編〜言葉の幅〜特撮・アニソンからアーティストものまで〜」講師
- 2015年9月4日 - 「NOAH×MFT presents Music Creators Workshop【作曲編】バンドマンよ、偶発の1曲に頼るな〜型を作って、型破れ〜」講師
- 2015年10月14日 - 「Music Factory Tokyo presents『Music Creators Workshop』〜作詞編〜」講師
- 2015年8月 - 9月 - 「国民的アニメカバーソングコンテスト 愛踊祭〜あいどるまつり〜2015」エリア代表決定戦 審査員
- 2016年1月23日 - 「Music Factory Tokyo presents『Music Creators Workshop』キャッチーな曲のヒミツ教えます！〜王道歌謡曲の作曲テクニック〜」ナビゲーター
- 2016年2月27日 - 「Music Factory Tokyo presents『Music Creators Workshop』原曲の良さを100倍生かすアレンジ術」ナビゲーター
- 2016年4月29日 - 「NOAH×Music Factory Tokyo presents バンドサウンドクリニック〜あなたの楽曲添削します〜」講師
- 2016年5月28日 - 「Music Creators Workshop〜CM音楽編〜 『15秒で充分!?の秘訣 〜残るCMソングの作り方〜』」ナビゲーター
- 2016年5月 - 「童謡こどもの歌コンクール」審査員

## 執筆活動
- 優しいヒーロー(NHKみんなのうた) 著 タダシンヤ、イラスト 西内としお（2011年7月21日、大日本絵画/ブックマークジャパン）
- SOUND DESIGNER 11月号（2015年10月9日、サウンド・デザイナー）
- SOUND DESIGNER 連載「多田慎也のDEMOゼミ」（2016年1月号-、サウンド・デザイナー）